# Special Operations Executive
Zarząd (Kierownictwo) Operacji Specjalnych (ang. Special Operations Executive, SOE) – brytyjska tajna agencja rządowa, której zadaniem było m.in. prowadzenie wojny nieregularnej, tj. dywersji, sabotażu, operacji specjalnych, koordynacja działań politycznych i propagandowych, wspomaganie ruchu oporu w okupowanych przez państwa Osi krajach Europy oraz prowadzenie działań także na Bliskim i Dalekim Wschodzie w czasie II wojny światowej.
25 maja 1940 szef Imperialnego Sztabu Generalnego (ang. Chief of the Imperial General Staff) przedstawił brytyjskiemu rządowi memoriał, postulujący m.in. ataki na cele gospodarcze, osłabianie morale Niemców oraz wywołanie powstania w krajach okupowanych przez Niemców. Do realizacji takich celów potrzebna była specjalna organizacja.
SOE utworzono decyzją Winstona Churchilla 19 lipca 1940 roku, jej zadania definiowała tzw. Karta SOE, uchwalona przez brytyjski Gabinet Wojenny 22 lipca 1940 r. Dokument ten do dzisiaj jest tajny. Nadzór nad SOE sprawował minister wojny ekonomicznej Hugh Dalton.  SOE nie było w pełni samodzielne – uzależnione było operacyjnie od brytyjskiego lotnictwa i marynarki, materiałowo od ministerstwa wojny, politycznie od ministerstwa spraw zagranicznych, strategicznie podlegało Komitetowi Szefów Sztabu Imperialnego.
SOE współpracowało z Royal Navy, z jednostką wyposażoną w mały zespół okrętów nawodnych i podwodnych, które używane były np. do przerzucania agentów i sprzętu do krajów okupowanych takich jak Francja, Norwegia, Włochy, Jugosławia i Grecja. SOE korzystało także z usług RAF, samolotów ze 138 i 161 dywizjonów bombowych RAF. SOE ściśle współpracowało również z utworzonym w czerwcu 1942 roku Biurem Służb Strategicznych (OSS – Office of Strategic Services), amerykańską agencją wywiadowczą działającą w czasie II wojny światowej na terenie okupowanej Europy i nie tylko, lecz często z takiej współpracy wynikały nieporozumienia i spory między obiema służbami, tak samo było w przypadku współpracy SOE z MI6.
Centrala SOE mieściła się w Londynie, początkowo zajmowała trzy piętra St. Ermin’s Hotel, następnie przeniosła się do budynku przy Baker Street nr 64 pod nazwą Union Trading Company. Special Operations Executive powstało w wyniku połączenia działających od czerwca 1940 roku Departamentu – MI R, Ministerstwa Wojny Sekcji D (sabotaż), części SIS/MI6 oraz zespołu ministerstwa spraw zagranicznych ds. propagandy Electra House. SOE miało swoje placówki w głównych miastach Europy i Afryki, jak m.in. Sztokholm, Lizbona, Madryt, Bari, Algier. Gdy hitlerowcy rozpoczęli bombardowania Londynu, komórki SOE ulokowano na terenie majątków ziemskich w Szkocji: w Grendon, Poundon, Dunbar, Bister, miały kryptonimy: Stations 53-A, 53-B, 53-C, 53-D.
Agenci SOE byli szkoleni w ośrodkach w Anglii oraz na zachodnim wybrzeżu Szkocji, gdzie uczono ich m.in. walki wręcz, posługiwania się różnego rodzaju bronią, wspinaczki, skakania ze spadochronem, zdobywania informacji, jak zachować się podczas przesłuchań, jak przeprowadzać akcje dywersyjne itd.

## Organizacja

### Szefowie operacyjni
- sir Frank Nelson – sierpień 1940 – maj 1942
- sir Charles Hambro – maj 1942 – wrzesień 1943
- gen. mjr sir Colin Gubbins – wrzesień 1943 – styczeń 1946

### Struktura organizacyjna
Kierownictwo SOE składało się z 16-osobowej Rady: dyrektorów i ich zastępców, doradców i asystentów reprezentujących wszystkie służby i regiony. Wewnątrz SOE funkcjonowały trzy zarządy: dyrektor finansowy, zarząd ds. łączności, zarząd ds. badań, rozwoju, zaopatrzenia. Ponadto SOE miało pięciu dyrektorów terytorialnych, odpowiadających za podległe im obszary: londyński, obszar Francji, Holandii, Belgii, obszar Morza śródziemnego, Kair, Bliski Wschód, obszar Bałkanów oraz obszar "MN", tj. Polska i Czechosłowacja.
Ponadto SOE dzieliło się na trzy piony: SO-1 (propaganda), SO-2 (operacje) oraz SO-3 (planowanie). W 1941 z SOE wyodrębniono SO-1, oraz SO-2, tworząc oddzielne Kierownictwo Wojny Politycznej (Political Warfare Executive).

### Sekcje narodowe
Sztabowi Regionalnemu SOE w Londynie, odpowiadającemu za działania na terytorium Europy, podlegały sekcje narodowe: francuska RF – współpracowała z ruchem oporu Wolnej Francji (Francais Libres) generała de Gaulle’a, francuska F – współpracowała z pozostałymi francuskimi środowiskami niepodległościowymi, polska EU/P – wspierała działania Akcji Kontynentalnej w środowiskach Polonii, głównie we Francji, Belgii, Holandii i Luksemburgu, m.in. potajemnie przerzuciła do Wielkiej Brytanii ok. 1,5 tys. zdemobilizowanych żołnierzy polskich, z których utworzono polskie jednostki w Wielkiej Brytanii, sekcja X – działała na półwyspie iberyjskim, sekcja DF – specjalizująca się w przerzucaniu i organizowaniu powrotów agentów, kurierów i innych osób, holenderska N, belgijska T, norweska NOR, duńska DAN.
Sztabowi Regionalnemu SOE w Kairze, odpowiadającemu ponadto za Bliski i Daleki Wschód, podlegały sekcje: grecka GR, jugosłowiańska JUG, albańska ALB, włoska WŁ, rumuńska, węgierska, bułgarska D – utworzona w 1943, polska, czeska Force-139 – od połowy 1943.
Działalność wszystkich sekcji SOE objęta była najwyższą klauzulą tajności. Nie znały się wzajemnie, nie wiedziały o swoim istnieniu, pracowały według własnych metod. Współpracowały m.in. z wywiadem SIS oraz innymi agendami brytyjskiego Gabinetu Wojennego Premiera.

### Polskie wzorce
Dyrektor SOE ds. operacyjnych i szkoleniowych Colin Gubbins (późniejszy szef operacyjny)  posłużył się Polską jako wzorcem w kwestii rodzaju i zakresu działań ruchu oporu, jaki chciałby wywołać w Europie. Jak się jednak wkrótce przekonał, Polska była jednak jedyna w swoim rodzaju w swojej woli do stawiania oporu i buntowania się. Krótko po wojnie Gubbins oświadczył słuchaczom, że o ile w Europie Zachodniej szok, jakim była niemiecka okupacja, oszołomił ludzi, o tyle „duch Polaków, zahartowanych przez wieki ucisku, pozostał niezłomny”.
Polacy – jako jedyni – mieli swoją łączność, własne szyfry, sprzęt swojej konstrukcji, sami rekrutowali cichociemnych – którzy nie byli agentami SOE, lecz żołnierzami AK. Mieli też swój wywiad (także podlegał Oddziałowi VI SNW), który był jedynym wywiadem alianckim działającym w Polsce. Mieli też własne siatki agentów wywiadu, którzy działali w wielu krajach świata. „Polską specjalnością” – czyli terenami gdzie nie funkcjonowały inne siatki wywiadowcze aliantów – były: Polska, Niemcy, Zaolzie, Austria, okupowana część ZSRR, także Afryka Północna. W 2004 oraz w 2005 opublikowano obszerne ustalenia Polsko-Brytyjskiej Komisji Historycznej pt. ”Polsko-brytyjska współpraca wywiadowcza podczas II wojny światowej” (wyd. Naczelna Dyrekcja Archiwów Państwowych, Warszawa 2004, 2005 ISBN 83-89115-11-5 oraz ISBN 83-89115-37-9). W 2005 roku brytyjski rząd oficjalnie potwierdził, że ok. połowa tajnych raportów dla aliantów z okupowanej Europy pochodziła od Polaków.
Zorganizowany przy współpracy SOE oraz Oddziału VI Sztabu Naczelnego Wodza pierwszy zrzut cichociemnych do okupowanej Polski (operacja Adolphus, 15/16 lutego 1941) był także pierwszym zrzutem alianckich żołnierzy na teren Europy okupowanej przez Niemców. Instrukcje oraz techniki zrzutów zostały w większości przygotowane przez Polaków. Także Polacy jako jedni z pierwszych zastosowali placówki odbiorcze przy zrzutach dywersyjnych. Z polskich doświadczeń SOE korzystało później przy organizowaniu zrzutów do innych krajów.
Polacy wydatnie wsparli swoimi umiejętnościami proces szkolenia agentów SOE, m.in. por. Jerzy Górecki z Wojskowego Ośrodka Spadochronowego w Bydgoszczy został pierwszym komendantem utworzonej przez brytyjski RAF w Ringway pod Manchesterem Szkoły Treningu Spadochronowego (eng. Parachute Training School); większość jej instruktorów stanowili polscy spadochroniarze z WOS.  Polacy wsparli także rozwój sprzętu specjalnego: byli twórcami zapalników czasowych, zasobników towarowych, radiostacji typu AP ("polish spy radio") konstrukcji inż. Tadeusza Heftmana oraz urządzeń do szybkiej telegrafii. Siatki SOE w północno-zachodniej Europie działały w oparciu o tamtejszą Polonię. 17 polskich skoczków, agentów SOE zrzucono do Europy (poza Polskę), do Albanii, Francji, Grecji, Jugosławii oraz północnych Włoch. Jedną z najsłynniejszych agentek SOE była Krystyna Skarbek-Giżycka, która m.in. pomogła w ustaleniu daty ataku Niemiec na ZSRR.
Warto zauważyć, że specjalnie dla realizacji celów Akcji Kontynentalnej utworzono w SOE sekcję mniejszości polskich EU/P, której zadaniem było wspieranie polskich działań konspiracyjnych w środowiskach polonijnych Europy, Skandynawii oraz Ameryki Południowej. Chociaż w większości były to działania polityczno-wywiadowcze, organizowano także pojedyncze akcje dywersyjne, m.in. zrzucając w Europie ok. dwudziestu spadochroniarzy – dywersantów i radiotelegrafistów.

## Działalność

### Kontekst polityczny
SOE nie było całkowicie samodzielne, jako agenda brytyjskiego rządu musiało respektować jego polityczne decyzje. Od początku istnienia było skonfliktowane z brytyjskim Foreign Office, które zwłaszcza po przyłączeniu się ZSRR do koalicji aliantów zabiegało o jego przychylność. Niewiele pomogła ugoda z maja 1942, zobowiązująca SOE do uzyskiwania zgody FO na operacje mogące mieć charakter polityczny. Brytyjscy dygnitarze usadowieni w FO sympatyzowali ze Stalinem, stale zabiegali o to, aby nie przeszkadzać w realizacji jego planów. Interesy Polski nie miały prawie żadnego znaczenia, a Brytyjczycy dopiero wiele lat po wojnie przekonali się, jak bardzo byli naiwni.

### Polska sekcja
W SOE uruchomiono jako jedną z pierwszych, zaraz po francuskiej, sekcję polską. Kierował nią początkowo Bicham Sweet Escott, a następnie przedwojenny rezydent brytyjskiego wywiadu w Polsce kpt. Harold Perkins. Głównym jej zadaniem było utrzymywanie łączności między Polakami a zainteresowanymi władzami brytyjskimi. Polska sekcja SOE współdziałała z Oddziałem VI (Specjalnym) sztabu Naczelnego Wodza. Jako jedyna z sekcji narodowych miała dużą autonomię. Tylko Polacy samodzielnie wyszukiwali emisariuszy, kurierów i skoczków – cichociemnych, którzy po skoku podlegali kierownictwu AK (w innych sekcjach agenci podlegali SOE). Polacy mieli własną sieć łączności, własne szyfry (do połowy 1944 nieznane Brytyjczykom), stanowili większość kadry instruktorskiej w ośrodkach szkoleniowych SOE szkolących cichociemnych. Polski wybitny konstruktor, inż. Tadeusz Heftman skonstruował rewelacyjną radiostację dalekiego zasięgu, której produkcją na potrzeby SOE, a także cichociemnych, zajęły się Polskie Wojskowe Warsztaty Radiowe (Polish Wireless Research Unit) w Stanmore pod Londynem. Ze wszystkich narodowości, które przebywały wówczas na wyspie, tylko Polacy zachowali prawo do własnego kodu w łączności radiowej (szyfry), swoją sieć radiową, brak kontroli przesyłek, a nawet otrzymali bazy, ułatwienia treningowe i samoloty. Mieli własną służbę ekspedycji i odbioru zrzutów. Brytyjczycy też nie nadzorowali działalności przyszłych "zrzutków" – cichociemnych, nie znając ich nazwisk, a nawet pseudonimów.
„Ingerencja SOE w sprawy polskie kończyła się na kontakcie z Oddziałem VI, który był tym samym pośrednikiem w kontaktach z Naczelnym Wodzem. Mimo swobody Polaków w tym zakresie, jednak trzeba było się liczyć również z pewną zależnością. A mianowicie Oddział VI, który miał organizować loty oraz pomoc materialną i pieniężną dla Polski, musiał współpracować w tym względzie z Anglikami, z SOE”.
Cichociemni nie byli agentami SOE, choć szkolili się w większości w brytyjskich ośrodkach oraz byli przerzucani do okupowanej Polski w sporej mierze dzięki pomocy Brytyjczyków. Agentami SOE byli natomiast polscy spadochroniarze, zrzuceni w okresie od czerwca 1942 do kwietnia 1945 do Europy (poza Polskę), tj. do Albanii, Francji, Grecji, Jugosławii oraz północnych Włoch.
Jedną z polskich agentek SOE była Krystyna Skarbek ps. Christine Granville, działająca m.in. w Kairze, a potem w południowej Francji, która m.in. pomogła w ustaleniu daty ataku Niemiec na ZSRR. Po przegranej wojnie obronnej Polski zaangażowała się w pomoc w przerzucanie polskich żołnierzy na Zachód przez Węgry, gdzie przebywała. Przedostała się pod przybraną tożsamością do Warszawy, skąd udało się jej powrócić. Intensywna działalność w Europie Środkowej nie uszła uwadze służb nazistowskich, stąd musiała ewakuować się na Bliski Wschód, gdzie trwała w „zamrożeniu” – polscy funkcjonariusze utrudniali jej dalszą służbę, posądzając o kontakty z Niemcami podczas ww. ewakuacji. W późniejszym czasie doceniono jej doświadczenie i z sukcesami służyła we Francji.
W grudniu 1944 roku została zrzucona na teren Polski misja wojskowa „Freston”. W jej skład wchodzili brytyjscy oficerowie oraz cichociemny kpt. Antoni Pospieszalski, występujący (pod nazwiskiem żony) jako Cpt. Anthony Currie. Członkowie misji mieli zadanie sondować nastroje polskiego podziemia i pełnić rolę obserwatorów podczas spotkań oddziałów Armii Krajowej z Armią Czerwoną. Misja zakończyła się niepowodzeniem, jej uczestnicy zostali aresztowani przez NKWD. Wg portalu elitadywersji.org  cała pomoc zaopatrzeniowa SOE dla Armii Krajowej zmieściłaby się w jednym pociągu towarowym. Całe wsparcie finansowe Brytyjczyków dla Polski stanowiło zaledwie ok. 2/3 dziennych wydatków Wielkiej Brytanii na wojnę.

### Współpraca z NKWD
Po agresji Niemiec na ZSRR, SOE nawiązało kontakty z NKWD, we wrześniu 1941 podpisano umowę o współpracy. NKWD miał zaprzestać działań w państwach Wspólnoty Brytyjskiej, Arabii Saudyjskiej, Egipcie, Iraku, Jemenie oraz Syrii. SOE miało pomóc w zrzucaniu radzieckich agentów do państw okupowanej Europy – wszystkich nienależących do ZSRR albo Wspólnoty Brytyjskiej. Potem zasady współpracy skorygowano – sowieccy agenci mieli działać w okupowanych krajach Europy Zachodniej za zgodą ich emigracyjnych rządów. Zrzucono kilkudziesięciu sowieckich agentów, w kilku ich zrzutach uczestniczyły także polskie załogi samolotów oddanych do dyspozycji SOE.
Oficerem łącznikowym SOE w Moskwie został dawny tajny agent brytyjski w Rosji brygadier George Hill, jego odpowiednikiem w Londynie płk Iwan Cziczajew. Według wysokiej rangi agenta SOE (późniejszego szefa sowieckiego oddziału SOE) L. H. Manderstam’a George Hill był potrójnym agentem, dostarczał informacji Anglikom, Rosjanom i Niemcom. Warto podkreślić, że w tych latach brytyjskie Foregin Office nie miało ani jednego dyplomaty obznajmionego ze sprawami sowieckimi czy choć mówiącego po rosyjsku i informacje o Wielkim Aliancie czerpało ze sprawozdań sporządzanych przez Dział Badań FO (Research Department) obsadzony przez kryptokomunistów.

### Sekcja holenderska
Zaniedbanie podstawowych procedur bezpieczeństwa, w szczególności lekceważenie tzw. kodów bezpieczeństwa (potwierdzających że radiotelegrafista nie nadaje depeszy pod kontrolą Niemców), spowodowało spektakularną klęskę SOE w Holandii.
Od marca 1942 do grudnia 1943, wskutek działań niemieckiego kontrwywiadu Abwehry, prowadzonych pod kryptonimem Der Englandspiel (Angielska Gra), Niemcy przejęli całkowitą kontrolę nad siatką SOE w Holandii. Kontrolowali 30 placówek odbierających zrzuty oraz 14 radiostacji utrzymujących łączność z SOE. Przechwycili 54 holenderskich agentów SOE, 47 zamordowali w obozie koncentracyjnym KL Mauthausen. Przechwycili ponadto wysyłane do Holandii pieniądze dla wsparcia ruchu oporu (pół miliona holenderskich guldenów), setki ton materiałów wybuchowych i sprzętu wojskowego. Niemieckie myśliwce zestrzeliły aż 12 samolotów RAF wracających po zrzucie znad Holandii.
Pod koniec 1942 zespół dywersyjny Abwehry przeprowadził nawet, dla uwiarygodnienia działań przed SOE, kilka inscenizowanych eksplozji na holenderskich liniach kolejowych. Było o nich głośno w holenderskiej prasie, ale w rzeczywistości nie wyrządziły żadnych szkód. Inną z inscenizowanych akcji „dywersyjnych”, przeprowadzonych przez niemiecką Abwehrę było wysadzenie na podejściu do portu w Rotterdamie barki rzekomo przewożącej części do niemieckich samolotów. W rzeczywistości zespół dywersyjny Abwehry wysadził starą barkę załadowaną samolotowym złomem.
Największym sukcesem niemieckiej operacji Angielska Gra było aresztowanie byłego premiera tego kraju Koos'a Vorrink'a oraz ok. 150 najważniejszych przedstawicieli holenderskiego ruchu oporu.
Przeprowadzone cztery lata po wojnie dochodzenie w sprawie Angielskiej Gry nie wyjaśniło przyczyn katastrofy SOE w Holandii – większość archiwów holenderskiej sekcji "N" miał zniszczyć pożar, który wybuchł na początku 1946 roku. Zdaniem holenderskiej komisji dochodzeniowej sukces niemieckiej Abwehry był skutkiem pomyłek wynikających z błędnej oceny sytuacji. Brytyjski historyk M.R.D.Foot ocenił, że Prawda jest o wiele bardziej prozaiczna - agenci stali się ofiarami solidnej roboty policyjnej po stronie niemieckiej, wspieranej przez (...) niekompetencję w Londynie.

### Zamach na Reinharda Heydricha
W ośrodku SOE w Szkocji szkolono m.in. dwóch komandosów czechosłowackich – Josefa Gabčika i Jana Kubiša – którzy po zrzuceniu na spadochronach do okupowanej Czechosłowacji, 27 maja 1942 roku dokonali udanego (choć z opóźnieniem) zamachu na Reinharda Heydricha (operacja Anthropoid), Kierownika RSHA i ówczesnego Protektora Czech i Moraw, który zmarł w wyniku sepsy 4 czerwca 1942 roku. Za ten wyczyn Czechosłowaków współdziałających z SOE (przeprowadzony prawdopodobnie aby chronić korzystnego dla Brytyjczyków Wilhelma Canarisa przed rozpoznawczą działalnością R.Heydricha), zapłaciło życiem tysiące Czechów.

## Rozwiązanie
W maju 1944 roku z Kierownictwem Operacji Specjalnych współdziałało ok. 10 tys. mężczyzn i 3 tys. kobiet. Wiadomo, że w czasie II wojny światowej SOE przerzuciło do Francji ok. 1800 agentów i 10 tys. ton zaopatrzenia, broni i materiałów wybuchowych dla oddziałów ruchu oporu. Pełna ocena działalności SOE nie jest możliwa, gdyż dotychczas nie odtajniono wszystkich dokumentów. SOE zostało rozwiązane w styczniu 1946 roku, personel i części struktury SOE zostały przyłączone do Secret Intelligence Service.
Do krajów okupowanych przerzucono ok. 1,8 tys. agentów oraz 10 tys. ton sprzętu. Do Polski wysłano łącznie 316 cichociemnych oraz 28 kurierów (jeden CC oraz jeden kurier skoczyli dwukrotnie), Węgra – radiotelegrafistę oraz 4 Anglików (operacja Freston). Ponadto zrzucono 670 ton zaopatrzenia, z czego odebrano 443 tony. W tym samym czasie SOE zdecydowało o zrzuceniu do Jugosławii 76117 ton zaopatrzenia, do Francji 10485 ton, a do Grecji 5796 ton. Dokumenty zawierające dane o działaniach SOE otrzymały klauzulę 75 albo 100 lat tajności.